# Berninches
Berninches település Spanyolországban, Guadalajara tartományban. Berninches Alhóndiga, Alocén, Auñón, Fuentelencina, Peñalver, San Andrés del Rey, Budia és El Olivar, Spain községekkel határos. Lakosainak száma 45 fő (2024).

## Népesség
A település lakosságának változását az alábbi diagram mutatja:
| Lakosok száma | 130  | 126  | 116  | 92   | 86   | 65   | 58   | 49   | 53   | 45   |
|               | 2001 | 2004 | 2006 | 2009 | 2011 | 2014 | 2016 | 2019 | 2021 | 2024 |